# Maîtresses d'Henri VIII

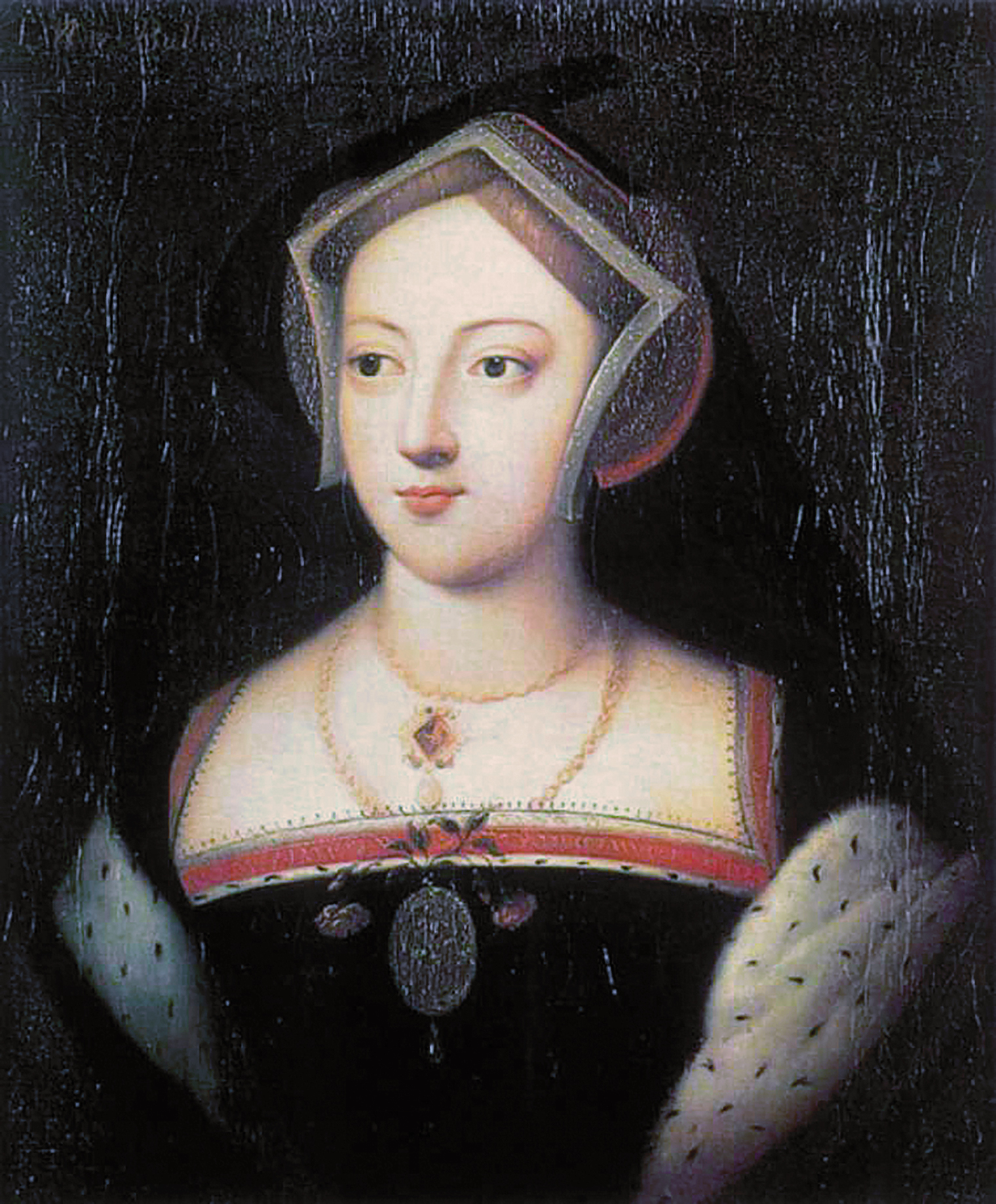
Portrait de Mary Boleyn.

Les maîtresses d'Henri VIII auraient inclus de nombreuses femmes éminentes entre 1509 et 1536.  Elles ont fait l'objet de biographies, de romans et de films. 

## Recherche
Le premier livre publié sur ce sujet est The Mistresses of Henry VIII de Kelly Hart parut en 2009.  Après cela et la publicité entourant The Other Boleyn Girl de Philippa Gregory et le film basé sur le roman, plusieurs livres ont été publiés sur le sujet.  The Other Boleyn Girl était un récit fictif de la relation entre Henri VIII et Mary Boleyn.  En 2010, Mary Boleyn: L'histoire vraie de la maîtresse favorite d'Henri VIII, de Josephine Wilkinson, a été publié, et en 2012, Alison Weir publia Mary Boleyn: «La grande et infâme putain".  En 2013, paraît Bessie Blount: Mistress to Henry VIII d' Elizabeth Norton.

## Maîtresses confirmées d'Henri VIII
- Elizabeth ou Bessie Blount, mère de son fils illégitime, Henri Fitzroy, à qui Henri VIII donna les duchés de Somerset et de Richmond.  Fitzroy, qui signifie le fils du roi, fut reconnu par Henri, et il fut question dans les années 1530 que le Roi, qui n'avait alors aucun héritier, légitimerait Fitzroy[1].
- Mary Boleyn , sœur d'Anne Boleyn
- Mary Shelton ou Margaret (Madge) Shelton, cousine germaine d'Anne Boleyn[2].  Selon l'ambassadeur impérial, Eustace Chapuys, le roi aurait eu une liaison avec "Mistress Shelton" à partir de février 1535 pendant environ six mois[3].

De plus, Henri VIII avait eu une relation amoureuse avec trois de ses futures femmes avant de les épouser.  On ignore si ces relations étaient devenues sexuelles avant le mariage.  Il a été impliqué avec sa deuxième épouse, Anne Boleyn, aux alentours de 1526, à peu près au moment où il mit fin à sa relation avec sa sœur, Mary. Anne était aussi, à l'époque, demoiselle d'honneur de sa première épouse, Catherine d'Aragon. Certains appelaient Anne « la prostituée du roi » ou « une vilaine paike [prostituée] ».  La fille d'Henri et Anne, Élisabeth Ire , est née (le 7 septembre 1533) près de huit mois après leur mariage (25 janvier 1533). 
À partir du début de 1536, alors qu'il était toujours marié à Anne Boleyn, il courtisait ouvertement la cousine au second degré et femme de chambre de son épouse, Jeanne Seymour. Anne Boleyn et Jeanne Seymour ont en effet Elizabeth Cheney (1422-1473) comme arrière grand-mère.
En 1540, il commença à faire la cour à Catherine Howard, la demoiselle d’honneur de sa quatrième épouse, Anne de Clèves.  Catherine était une cousine germaine d'Anne et Mary Boleyn. Il semble que sa convoitise pour les maîtresses ne s’apaise pas en vieillissant.  Au cours de son mariage avec Catherine Parr, sa sixième épouse, il fut pressenti qu'il divorcerait et chercherait une septième épouse.

## Maîtresses présumées
- Jane Popincourt , française, tutrice de ses sœurs
- Anne Bassett , belle-fille de l'oncle du Roi, Arthur Plantagenet, 1er vicomte Lisle
- Elizabeth Carew , épouse de son ami proche, Nicholas Carew , et cousine germaine d'Anne Boleyn
- Anne Stafford, comtesse de Huntingdon, sœur d'Edward Stafford, 3e duc de Buckingham et donc cousine germaine d'Henri VIII[5]
- Elizabeth Amadas , une "sorcière et prophétesse", arrêtée pour avoir critiqué la relation d'Anne Boleyn avec le roi[2],[6]

Parmi les autres femmes à inclure, il aurait été lié à : 
- Katherine Willoughby , l'amie la plus proche de sa sixième épouse et veuve de son beau-frère et ami proche Charles Brandon, 1er duc de Suffolk
- Mary Fitzroy , belle-fille d'Henri VIII, cousine germaine d'Anne Boleyn[2]
- Margaret Skipwith

Celles dont la rumeur dit qu'elles ont eu ses enfants : 
- Jane Pollard
- Agnes Edwardes
- Joan Dingley
- Mary Berkeley